# Diga di Mamasın
La diga di Mamasın è una diga della Turchia. Si trova nella provincia di Aksaray.